# Zehneria brevirostris
Zehneria brevirostris är en gurkväxtart som beskrevs av W.J.de Wilde och Duyfjes. Zehneria brevirostris ingår i släktet Zehneria och familjen gurkväxter. Inga underarter finns listade i Catalogue of Life.